# ابن فرفور دمشقی
ابوالعباس احمد بن محمود دمشقی شهرت‌یافته به ابن فرفور دمشقی (۱۳ اکتبر ۱۴۴۸ - ۱۴ نوامبر ۱۵۰۵م) (نسب: احمد بن محمود بن عبدالله بن محمود) قاضی، فقیه شافعی و شاعر شامی بود.